# 923
923(구백이십삼)은 922보다 크고 924보다 작은 자연수다.

## 수학
- 합성수로, 그 약수는 1, 13, 71, 923이다. 진약수의 합은 85이므로, 923은 부족수다.
  - 278번째 반소수다. 앞의 반소수는 922, 다음 반소수는 926이다.
- {\displaystyle 70^{4}-1}은 923으로 나누어떨어진다.

## 과학
- NGC 923: 안드로메다자리 방향에 있는 중간나선은하.

## 교통

### 철도
- 서울 지하철 9호선 고속터미널역의 역번호.

### 도로
- 923번 지방도: 경상북도 성주군 선남면 도성리에서 문경시 문경읍 갈평리까지 이어지는 대한민국의 지방도.

## 군사
- U-923(영어판): 제2차 세계 대전에 사용된 나치 독일의 군용 잠수함.

## 문화유산
- 대한민국의 보물 제923호: 상주 남장사 관음선원 목각아미타여래설법상

## 기타
- 날짜: 9월 23일
- 연도: 923년, 기원전 923년